# スターな彼
『スターな彼』（スターなかれ、原題：呼叫大明星）は台湾・中国大陸共同制作のテレビドラマ。
2010年5月16日から2010年8月15日まで台湾の中華電視公司で放送された。日本では2010年8月23日から2011年2月3日までBSジャパンで放送された。2011年にはTOKYO MXをはじめ複数局で放送されている（日本国内放送局を参照）。

## エピソード・サブタイトル
全23話
| 各話   | サブタイトル         | 放送日         |
| ------ | -------------------- | -------------- |
| 第1話  | 最悪の出会い         | 2010年8月23日  |
| 第2話  | 消えた３億元         | 2010年8月30日  |
| 第3話  | 追跡                 | 2010年9月6日   |
| 第4話  | 彼は男が好き!?       | 2010年9月13日  |
| 第5話  | 近づきたいから       | 2010年9月20日  |
| 第6話  | 支えてあげたい人     | 2010年9月27日  |
| 第7話  | 伝えたい気持ち       | 2010年10月7日  |
| 第8話  | 真実を聞き出すために | 2010年10月14日 |
| 第9話  | 当せん金の謎         | 2010年10月21日 |
| 第10話 | キスの理由           | 2010年10月28日 |
| 第11話 | 男はしょせん金？     | 2010年11月4日  |
| 第12話 | 幼少期の思い出       | 2010年11月11日 |
| 第13話 | 私が守る             | 2010年11月18日 |
| 第14話 | 会いたかった人       | 2010年11月25日 |
| 第15話 | 衝撃の告白           | 2010年12月2日  |
| 第16話 | 偶然の再会           | 2010年12月9日  |
| 第17話 | 条件                 | 2010年12月16日 |
| 第18話 | 愛するからこそ       | 2010年12月23日 |
| 第19話 | 隠された本心         | 2011年1月6日   |
| 第20話 | 突然の婚約発表       | 2011年1月13日  |
| 第21話 | 父の野望             | 2011年1月20日  |
| 第22話 | スターの決断         | 2011年1月27日  |
| 第23話 | 幸せの行方           | 2011年2月3日   |

## キャスト
| 役名                          | 俳優名                                 | 役柄                                                       |
| ----------------------------- | -------------------------------------- | ---------------------------------------------------------- |
| ボー・イエ （柏野）           | 賀軍翔 （マイク・ハー）                | 大人気アイドル                                             |
| チェン・ダーシン （陳德馨）   | 蔡卓妍 （シャーリーン・チョイ、Twins） | タクシードライバー、父親を探しに香港からきた               |
| ジョン・ウェイリー （鍾威力） | 陳至愷 （チェン・チーカイ）            | タクシードライバー                                         |
| ヤン・ウェイチェン （楊惟晨） | 周采詩 （チョウ・ツァイシー）          | ミスキャンパスのお嬢様                                     |
| リン・チンシォン （林親雄）   | 王耀慶 （デビット・ワン）              | ボー・イエのマネージャー                                   |
| ウー・カーファン （吳克凡）   | 浩子 （ハオズ、浩角翔起）              | ボー・イエの親友                                           |
| ボー・ロウ （柏柔）           | 李晟 （リー・ション）                  | ボー・イエの妹                                             |
| メイミー （美咪）             | 小甜甜 （シャオティエンティエン）      | ボー・イエのファン、ウェイチェンの中学の同級生             |
| シウナー （秀娜）             | 巴鈺 （バーユー）                      | ボー・イエのファン、ウェイチェンの中学の同級生             |
| ワン・ルイ （王瑞）           | 王凱 （ワン・カイ）                    | 映画学科の学生                                             |
| ヤン・チンタイ （楊慶泰）     | 姜厚任 （ジャン・ホウレン）            | ウェイチェンの父                                           |
| ウェイチェンの母 （楊母）     | 熊海靈 （シォン・ハイリン）            | ウェイチェンの母                                           |
| ルル （露露）                 | 陳幼芳 （チェン・ヨウファン）          | 愛拼タクシーの経営者                                       |
| ラオウェン （老溫）           | 謝其文 （シエ・チーウェン）            | ルルの夫                                                   |
| ジャック （傑克）             | 張宇 （フィル・チャン）                | カーファンの経営するレストランのシェフで、ウェイリーのおじ |

## スタッフ
- 監督 - 林合隆（リン・ハーロン）
- プロデューサー - 柴智屏（アンジー・チャイ）
- 製作 - 可米富亜伝播事業有限公司、湖南テレビ番組センター

## 主題歌
オープニングテーマ
- 『Fighting for Love/愛贏才會拼』

歌 - 蔡卓妍（シャーリーン・チョイ）
エンディングテーマ
- 『Whisper/悄悄話』

歌 - 紅花樂團（Red Flowers）

## ソフトウェア

### DVD
販売元：コミックリズ
- 「スターな彼 ノーカット版DVD-BOXI」（2011年4月5日）
- 「スターな彼 ノーカット版DVD-BOXII」（2011年5月10日）

## 日本国内放送局
| 放送地域   | 放送局       | 放送期間                     | 放送日時                                                              | 放送系列       |
| ---------- | ------------ | ---------------------------- | --------------------------------------------------------------------- | -------------- |
| 日本全域   | BSジャパン   | 2010年8月23日 - 2011年2月3日 | 〜6話 毎週月曜 18時00分 - 19時00分 7話〜 毎週木曜 18時50分 - 19時45分 | BS放送         |
| 東京都     | TOKYO MX     | 2011年1月12日 - 6月22日      | 毎週水曜 22時00分 - 22時55分                                          | 独立UHF局      |
| 近畿広域圏 | 朝日放送     | 2011年1月19日 - 6月22日      | 毎週水曜 26時15分 - 27時15分                                          | テレビ朝日系列 |
| 中京広域圏 | 名古屋テレビ | 2011年1月19日 - 7月6日       | 毎週水曜 25時59分 - 26時54分                                          | テレビ朝日系列 |
| 埼玉県     | テレビ埼玉   | 2011年2月7日 - 8月1日        | 毎週月曜 11時30分 - 12時25分                                          | 独立UHF局      |
| 神奈川県   | テレビ神奈川 | 2011年4月11日 - 10月10日     | 毎週月曜 19時00分 - 19時55分                                          | 独立UHF局      |